# Glockendon
Glockendon, também Glockenthon, é uma família de artistas de Nurembergue dos séculos XV e XVI.
- Albert Glockendon, o Velho, nasceu por volta de 1432 em Nurembergue, gravador, em cobre. Ele trabalhou durante certo tempo em Wurtzburgo.
  - Georg Glockendon († 1514), pintor, artista gráfico e iluminista. Tornou-se famoso pela amplitude de sua atuação.
    - Albrecht Glockendon, o Velho († 1545), xilogravurista, iluminista e pintor de cartas
    - Georg Glockendon, o Jovem (1492–1553)[1]
    - Nikolaus Glockendon, pintor em miniaturas; decorou uma série de missas e livros de orações com decorações e miniaturas, morreu em 1560.
      - Doze filhos, todos os quais se tornaram artistas.
      - Albrecht Glockendon, o Jovem, era pintor de vidro, xilogravurista, iluminista. Ele trabalhou até cerca de 1543 em Nurembergue.

## Literatura
- Rudolf Bergau (1879). "Glockendon". In Allgemeine Deutsche Biographie (ADB) (em alemão). 9. Leipzig: Duncker & Humblot. p. 238–238.
- Peter Strieder, ed. (1964). «Glockendon». Neue Deutsche Biographie (NDB) (em alemão). 6. 1964. Berlim: Duncker & Humblot. pp. 457.
- AKL.